# Paestum
Paestum je klasický římský název významného antického města, nacházejícího se v Itálii v oblasti Kampánie. Sídlo leží na severu kraje Cilento, poblíž pobřeží, asi 85 km jihovýchodně od Neapole. V roce 1998 bylo zapsáno na seznam Světového dědictví UNESCO.
V Paestu, starořeckém městě Poseidóniá (řecky Ποσειδωνία) založeném v 7. století př. n. l., jsou výjimečně zachované tři chrámy v dórském stylu ze 6. a 5. století př. n. l. Jsou to Héřin chrám zvaný „bazilika“, druhý Héřin chrám zvaný Poseidónův a chrám Athény zvaný Demétřin (Cereřin). 

## Historie
Město bylo založeno přibližně na konci 7. století př. n. l. osadníky z řeckého města Sybaris pod původním názvem Poseidonia. Krom informací získaných díky archeologickým nálezům se toho o prvních staletích existence města moc neví. Nálezy naznačují, že sídlo bylo rozšiřováno stavbou silnic, chrámů a dalších prvků rostoucího města. Platidla, architektura a votivní figurky dokládají blízké vztahy s městem Metapontum v 6. a 5. století př. n. l. První písemné zmínky o Poseidonii pochází až z konce 5. století př. n. l., kdy bylo podle Strabóna město dobyto Lukány. Z archeologických pozůstatků se zdá, že zde došlo ke splynutí a následnému rozkvětu dvou kultur – řecké a oskické. Na počátku 3. století př. n. l. se obyvatelé města přiklonili na stranu krále Pyrrha v jeho boji proti Římanům, avšak po jeho porážce se Poseidonia v roce 273 př. n. l. stala římskou kolonií pojmenovanou Paestum.
Během Hannibalovy invaze do Itálie zachovalo město věrnost Římu, čímž si posléze vysloužilo zvláštní výhody, jako například možnost razit vlastní mince. Za římského císařství město nadále prosperovalo, ale v období mezi 4. století a 7. století začalo upadat. Ve středověku bylo město opuštěno a jeho zbytky zůstaly bez povšimnutí až do 18. století, kdy byla znovu objevena římská města Pompeje a Herculaneum. Příčinou úpadku a opuštění města byly pravděpodobně změny v místních odvodňovacích sítích, vedoucí k bažinatým malarickým podmínkám (dnešní Paestum je však již velmi suchou lokalitou). Ke zkáze města přispělo jeho poničení Saracény v 9. století a Normany v 11. století.
9. září 1943 se v Paestu vylodila 36. pěší divize americké armády v rámci spojenecké operace Avalanche. Německé vojsko vzdorovalo velmi houževnatě a město i jeho okolí se staly svědky poměrně těžkých bojů, které ustaly teprve po devíti dnech, kdy se Němci stáhli na sever.

## Přehled
Hlavními rysy dnešního Paesta jsou stojící zbytky tří významných chrámů v dórském stylu, pocházející z první poloviny 6. století př. n. l. Byly zasvěceny bohům Héře, Apollónovi a Athéně, ačkoliv tradičně bývaly pokládány za baziliku a chrámy Poseidóna a Ceres, následkem chybné interpretace v 18. století.
Město Paestum pokrývá území přibližně o 120 hektarech. Vykopávky byly provedeny pouze v oblasti se třemi velkými chrámy, zaujímající 25 hektarů. Zbylých 95 hektarů se nachází na soukromých pozemcích. Město je obklopeno obranným zdivem, jež dosud stojí. Zdi jsou přibližně 4750 m dlouhé, 5–7 m široké a 15 m vysoké. Podél nich se nachází 24 kolmých i kruhovitých věží. Mohlo jich být až 28, avšak některé byly zničeny při stavbě silnice v 18. století. Některé věže jsou v tak dobrém stavu, že jsou soukromými vlastníky využívány jako obytné či rekreační.
Novodobé Paestum ležící přímo na sever od archeologické lokality, je oblíbeným přímořským letoviskem. V oblasti se nacházejí dlouhé písčité pláže.

## Tři dórské chrámy

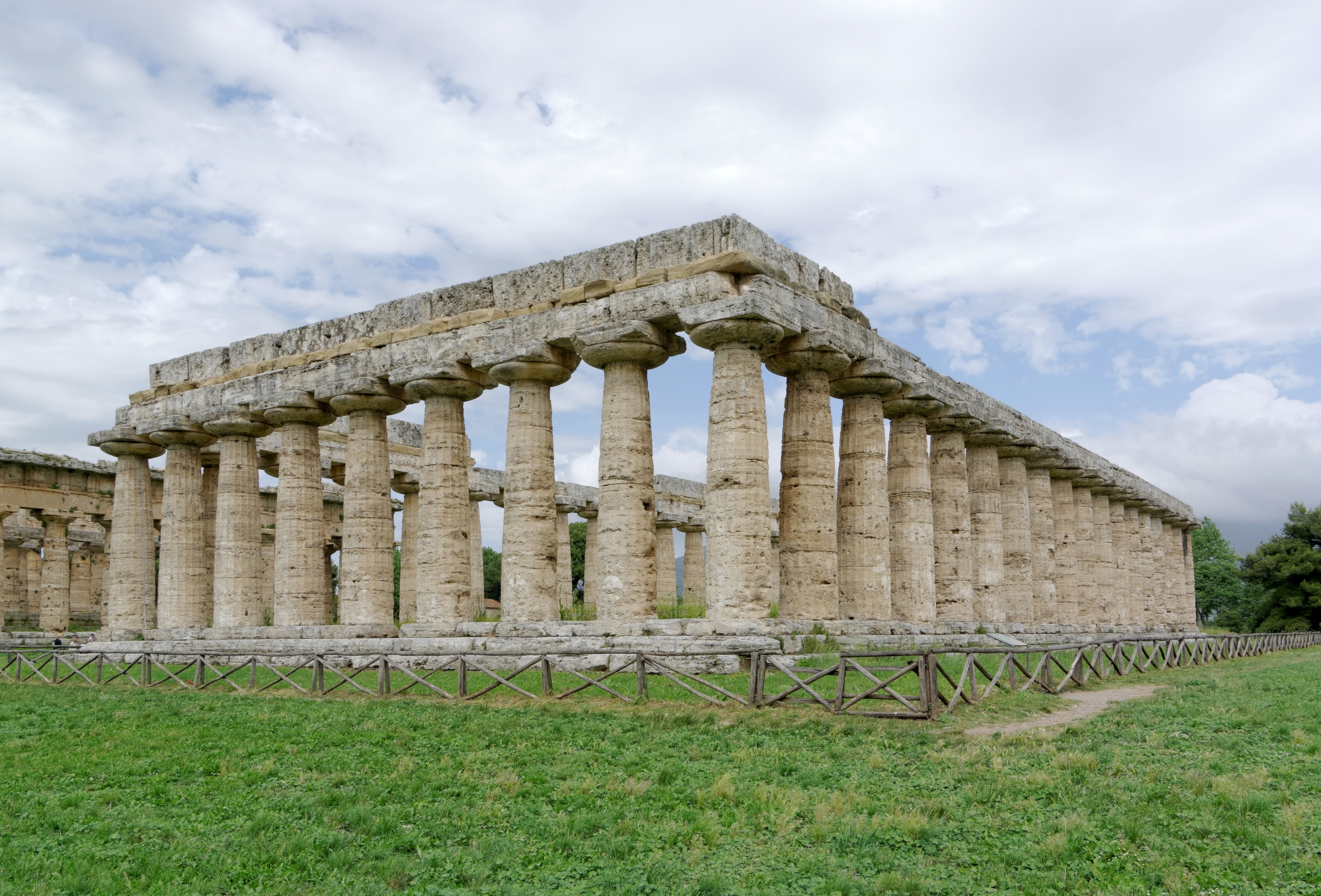
Héřin chrám I, tzv. „bazilika“

Héřin chrám I, postavený řeckými osadníky kolem roku 550 př. n. l., je nejstarším chrámem dochovaným v Paestu. Archeologové 18. století jej označili za „baziliku“, jelikož nesprávně předpokládali, že jde o římskou budovu. Chrám má výjimečné schéma 9 × 18 sloupů, tedy neobvyklý lichý počet devíti sloupů v průčelí (ennastylos). V době starého Říma byla bazilika světskou budovou, nikoliv náboženskou. Nalezené nápisy však ukázaly, že zde byla uctívána bohyně Héra. Později byl vykopán i oltář, umístěný před chrámem pod širým nebem, což bylo obvyklé u řeckých oltářů. Věřící prováděli obřady a vykonávali oběti venku. Chrámová cella sloužila jako příbytek božstva.
Druhý Héřin chrám (někdy nazývaný Poseidónův (Neptunův) chrám), stojící rovnoběžně vedle prvního, byl postaven kolem roku 450 př. n. l. Chrám má šest sloupů v průčelí (hexastylos) se schématem 6 × 14 sloupů místo obvyklejšího 6 × 13. Netypická je také větší šířka sloupů, menší rozestupy mezi nimi a vyšší počet 24 žlábků kanelury.  Na východní straně jsou viditelné zbytky dvou oltářů, jednoho většího a jednoho menšího. Menší pochází z římských dob, kdy byl větší oltář proražen, aby místem mohla vést cesta k fóru. Obětní sochy kolem velkého oltáře dokazují, že patronem chrámu byl Apollón.

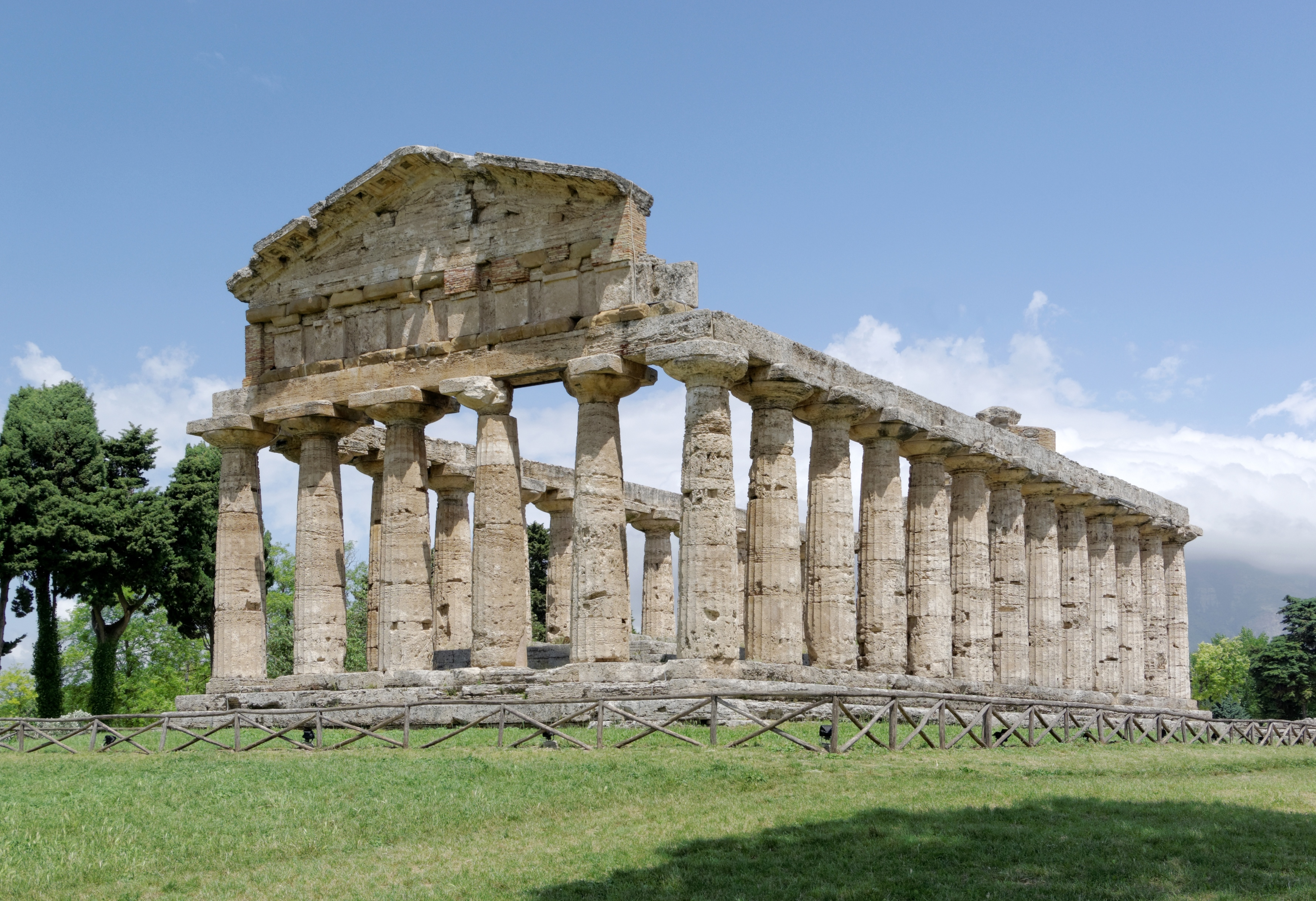
Athénin chrám (tzv. Cereřin)

Na nejvyšším bodě města stojí Athénin chrám. Postaven byl kolem roku 500 př. n. l. a nějakou dobu byl nesprávně přisuzován bohyni Démétér (římské Ceres). Chrám je jednodušší než předchozí dva (bez adytonu), jde o klasický hexastylos se 6 × 13 dórskými sloupy, ale v předsíni chrámu stávalo šest iónských sloupů. Jedná se o raný případ užití kombinace obou těchto stylů v rámci jedné stavby. Tři středověké křesťanské hroby v podlaze naznačují, že byla budova někdy používána jako křesťanský kostel.

## Další historické stavby
Přímo na jih od městských hradeb, na místě dosud zvaném Santa Venera, byla ve svatyni nalezena řada malých terakotových obětních sošek, zpodobňujících nahé ženy s tzv. polos, čepcem anatolských a syrských bohyní. Původ sošek se odhaduje na první polovinu 6. století př. n. l. V 80. letech 20. století byly při vykopávkách v jiných svatyních Paesta nalezeny další podobné sošky, které jsou jinak v oblasti západního Středomoří dosti neobvyklé. Otevřené posvátné prostranství, zvané temenos, bylo zřízeno krátce po osídlení řeckým obyvatelstvem, chrám byl zbudován počátkem 5. století př.  n. l. Soška nahé bohyně byla však řecké kultuře cizí až do 4. století př. n. l., kdy sochař Práxitelés vytvořil slavnou Afrodítu Knidskou. Je třeba proto hledat ikonografické souvislosti mezi kyperskou Afroditou a fénickou Astarté. Rebecca Miller Ammerman vysvětluje: „V místech, kde se stýkali Řekové a Féničané, dochází často k překrývání obou božstev.“ Později za nadvlády římské říše již nápisy hovoří jasně: kult náleží bohyni Venuši.
Ve střední části komplexu se nachází římské fórum, o němž se předpokládá, že bylo postaveno na místě původní řecké agory. Na severní straně fóra stojí malý římský chrám, pocházející z doby kolem roku 200 př. n. l. Byl zasvěcen tzv. kapitolské triádě – Jovovi, Junoně a Minervě.
Severozápadně od fóra se nachází amfiteátr. Je postaven v klasickém římském stylu, i když mnohem menší než pozdější stavby tohoto druhu. Vidět je možno pouze jižní polovinu, severní byla pohřbena při stavbě silnice v roce 1930. Mezi místními obyvateli se proslýchá, že byl stavební inženýr odpovědný za bezohledné zničení historické pamětihodnosti uvězněn.[zdroj?]

## Muzeum
V Paestu se nachází i muzeum, vystavující významnou sbírku řeckých antických předmětů z jižní Itálie. Expozice obsahuje část nálezů z Paesta, především pohřební nálezy z řeckých a lukánských nekropolí – spoustu nádob, zbraní a maleb.
Nejvýznamnější jsou malby pocházející z Hrobu potápěče („Tomba del tuffatore“, 480–470 př. n. l.), unikátní příklad řeckého malířství doby klasické, vyobrazující přechod mezi životem a smrtí jako skok potápěče do vody.